# Raffaele Paolucci

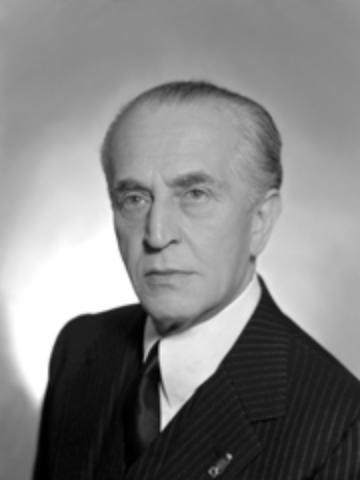
Raffaele Paolucci

Raffaele Paolucci di Valmaggiore (Rome, 1 juni 1892 – aldaar, 4 september 1958) was een Italiaans chirurg, militair en politicus.

## Biografie
Raffaele Paolucci doorliep zijn studies in Rome en studeerde er geneeskunde. In het begin van de Eerste Wereldoorlog was hij sergeant bij de Italiaanse Militaire Gezondheidsdienst op 19 juli 1916. Ondertussen bereikte hij zijn doctoraat aan de Universiteit van Napels en werd hij gepromoveerd tot luitenant en als arts kwam hij in het Militair Hospitaal van Napels, waar hij ook zijn officiële bevordering kreeg als luitenant.
Op 17 april was het de bedoeling dat hij werd ingezet tijdens de oorlog, onder leiding van de maritieme afdeling van Venetië, waarin hij deelnam aan voorbereidingen van een bijzondere vorm van maritieme oorlogvoering (MAS), waar Paolucci vervolgens in nauwe samenwerking kwam met Raffaele Rossetti. Met hem kwam hij samen in actie op één door Rossetti uitgevonden menselijk torpedo-onderzeeboot en zijn eveneens ontworpen kleefmijn.

### Uitstekende zwemmer
Raffaele Paolucci, een luitenant-scheepsarts, was al een tijd bezig met een plan om de haven te infiltreren en een van de grote slagschepen uit te schakelen. Paolucci was een uitstekend zwemmer en hij was al maanden aan het oefenen in de Golf van Venetië om zijn conditie aan te scherpen. Hij bestudeerde de kaarten van de haveningang van Pula in Kroatië en kwam tot het besluit dat het mogelijk was om de haven binnen te dringen op voorwaarde dat een torpedoboot hem op ong. 3 mijl voor de kust zou droppen. Ervan overtuigd dat zijn plan kans op slagen had, begon Paolucci nog fanatieker te trainen. Dag en nacht zwom hij urenlang in de lagune tot hij zonder te rusten een afstand van 5 mijl kon afleggen. Om het gewicht van een kleefmijn na te bootsen trok hij tijdens deze training een vat van 45 kg met zich mee.
In de maand mei had Paolucci eindelijk genoeg vertrouwen om zijn plan voor te leggen aan zijn oversten. Twee maanden later werd hij voorgesteld aan Raffaele Rossetti, een militaire ingenieur. Majoor Rossetti had een totaal nieuw wapen ontworpen dat perfect geschikt was voor de missie die ze wilden uitvoeren. Rossetti had een niet-ontplofte Duitse torpedo, die was aangespoeld op de Italiaanse kust, omgebouwd tot een soort onderwatertoestel waarop twee mannen als ruiters konden plaatsnemen. Achteraan zaten twee stille schroeven die werden aangedreven door een motor die op perslucht werkte. Het ganse ding woog ong. 1,5 ton en was meer dan 6 meter lang. Vooraan zaten twee waterdichte containers die elk een kleefmijn met 400 pond TNT bevatten. Rossetti had bovendien een systeem bedacht waarmee hij het apparaat kon laten drijven of zinken, naargelang de noodzaak.
Opnieuw begon er een lange periode van training, ditmaal met de menselijke torpedo. De twee mannen moesten het toestel sturen met hun lichaam, het over netten en obstakels sleuren en dat allemaal geluidloos. Stilaan werden zij het gewoon om meer dan 7 uur in het water te verblijven terwijl ze alle dokken van Venetië doorkruisten ongezien door de schildwachten op de kaaimuren. Na de voortdurende oefeningen werden ze uiteindelijk weggevoerd met een torpedoboot en werden voor de kust van Pula te water gelaten met hun menselijke torpedo-onderzeeboot.

### Viribus Unitis
Op 1 november 1918 voerden ze de haven van Pula in Kroatië, binnen en ondermijnden het Oostenrijks pantserslagschip SMS Viribus Unitis. De beide mannen werden echter krijgsgevangen genomen op het bewuste schip, toen de kleefmijn onderwater ontplofte en het pantserschip lieten zinken. Kapitein Vukovic kwam met zijn pantserschip om het leven en beide mannen werden naar een hospitaalschip gebracht.
Na de wapenstilstand kwamen ze beiden vrij en werden door de Italiaanse Regering gedecoreerd met het Medaglia d'oro al valor militare (Gouden Medaille voor militaire moed) en Paolucci werd bevorderd tot kapitein voor bewezen diensten tijdens de oorlog. Op 14 november 1919 werd Paolucci met verlof gestuurd en werd hij alsnog voorgedragen om bevorderd te worden tot luitenant-kolonel.

## Tussenoorlogse periode
In september 1935 werd hij tijdelijk opgeroepen om wapens ter beschikking te stellen van het Ministerie van Oorlog en nam hij deel aan de Italiaans-Ethiopische Oorlog (1935 – 1936) bij de chirurgische urgentie-team van het Italiaanse Rode Kruis die gevestigd waren in deze Oost-Afrikaanse operatiegebieden.

## Tweede Wereldoorlog
Hij werd bevorderd tot kolonel-arts op 18 juli 1936 voor zijn uitzonderlijke verdiensten en ging in verlof vanaf 1 september 1936 en op 29 oktober verkreeg hij de rang als generaal-majoor bij de Medische Reservedienst. Hij werd opgeroepen met zijn militaire betrekking voor actieve deelname in de Tweede Wereldoorlog op 7 september 1940, en werd terug in dienst gesteld. Weldra werkte hij bij het Ministerie van de Marine, als generaal-arts en hoofd van de Militaire Gezondheidsdienst tot 8 september 1943. In 1944, na de bevrijding van Rome, bekleedde hij nog altijd deze positie tot 4 augustus. Hij werd daarna weer met verlof gestuurd, maar had nog altijd zijn belangrijke hoge positie bij de Medische Reservedienst tot 20 augustus 1957.

## Na de oorlog
Raffaele Paolucci was een bekende borst- en buikchirurg en bracht uitvoerig zo'n dertig redevoeringen in verschillende universiteiten. Hij was voorzitter van de Italiaanse afdeling en vicevoorzitter van het World International College of Surgeons (Internationale Werelduniversiteit van Chirurgen).
Na het einde van de Tweede Wereldoorlog had hij een betrekking met als functie van Hoogleraar Klinische Chirurgie te Rome, waar hij beroemd werd om zijn nauwkeurige en duidelijke medische redevoeringen. "E’ meraviglioso che oggi possiamo dare una trasfusione."
(Het is geweldig dat we vandaag de dag een transfusie kunnen aanbrengen !) zei een student en Paolucci preciseerde daarop: "Ma per il paziente il suo sangue e’ il migliore !" (Maar voor de patiënt is zijn eigen bloed nog het beste !).
Hij bracht een algemene medische chirurgische atlas uit over operatieve ingrepen die met zijn eigen stijl eenvoudig en nauwkeurig werden beschreven en uitgelegd.

## Als politieker
In 1921 werd hij verkozen in het Italiaans Parlement in het XXVI Legislatura (26e Legislatuur) en werd herverkozen voor zijn volgende politieke periode. Ook had hij de taak als vicevoorzitter van de Kamer van Afgevaardigden. Na de Eerste Wereldoorlog werd hij opnieuw plaatsvervangend afgevaardigde in de Derde Republiekse Periode van de Monarchistische Nationale Partij, waar hij ook voorzitter was. Dit werd opgericht door koning Victor Emanuel III van Italië. Voor Paolucci’s wetenschappelijk werk, werd hem deze taak als voorzitter aangeboden in Alexandrië, Egypte, ter ondersteuning van de Italiaanse koning en koningin Helena.
Raffaele Paolucci stierf te Rome op 4 september 1958 op 66-jarige leeftijd.